# 布迪夏 (紹斯特卡區)
51°29′0″N 33°59′17″E / 51.48333°N 33.98806°E

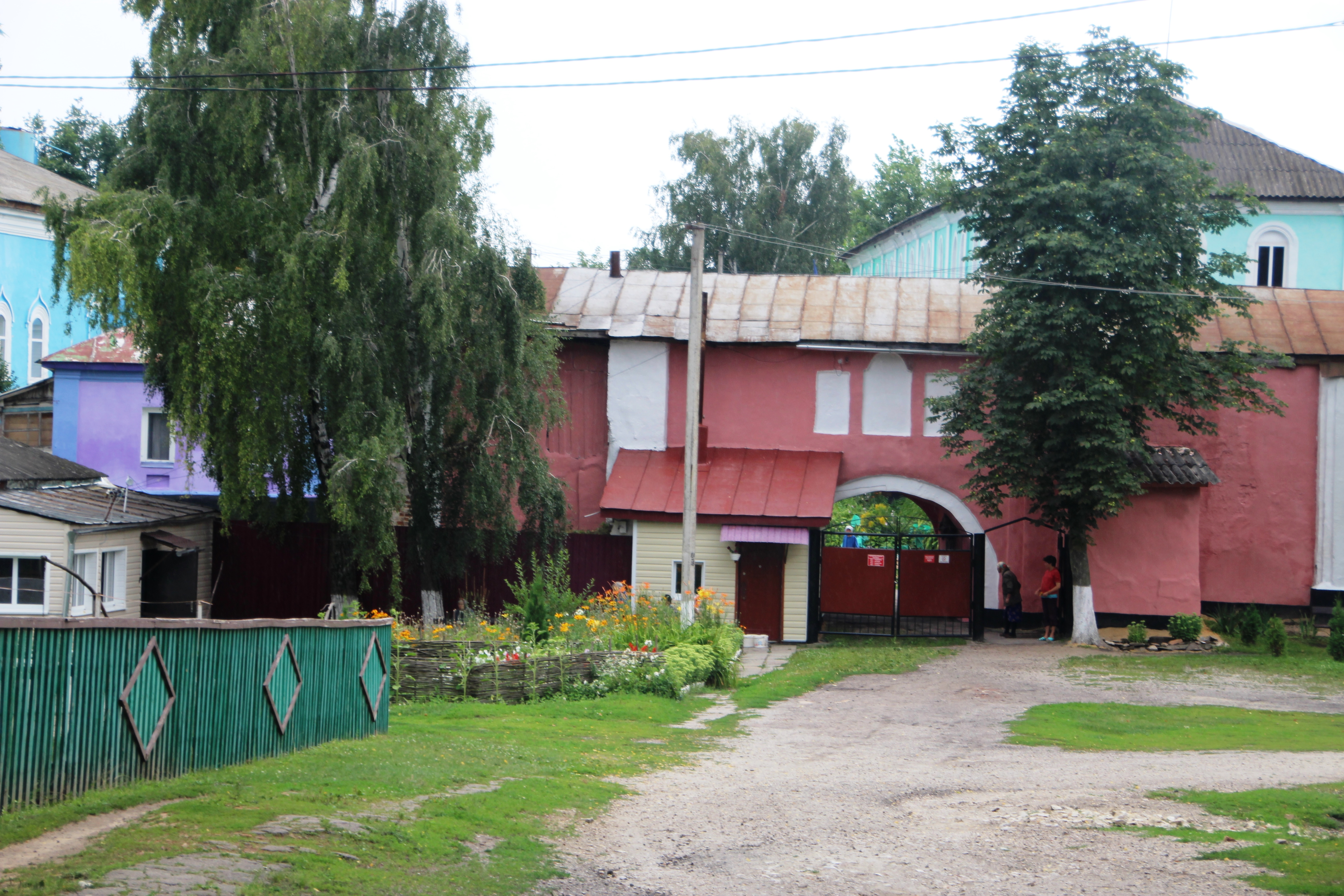
教堂院子的大门

布迪夏（烏克蘭語：Будища）是位於烏克蘭東北部的村莊，由蘇梅州紹斯特卡區的赫盧希夫市鎮負責管轄。該村處於克列文河右岸，距離彼得羅巴甫利夫斯卡鎮1公里，2001年人口319。